# Liste der Nummer-eins-Hits in Rumänien (2006)
Diese Liste enthält alle Nummer-eins-Hits in Rumänien im Jahr 2006. Es gab in diesem Jahr elf Nummer-eins-Singles.
| Singles |
| --- |
| - Madonna – Hung Up - 10 Wochen (5. Dezember 2005 – 26. Februar 2006) - Akcent – Jokero - 7 Wochen (27. Februar – 16. April) - Madonna – Sorry - 2 Wochen (17. April – 30. April, insgesamt 3 Wochen) - Morandi – Falling Asleep - 1 Woche (1. Mai – 7. Mai, insgesamt 5 Wochen) - Madonna – Sorry - 1 Woche (8. Mai – 14. Mai, insgesamt 3 Wochen) - Morandi – Falling Asleep - 3 Wochen (15. Mai – 4. Juni, insgesamt 5 Wochen) - Shakira feat. Wyclef Jean – Hips Don’t Lie - 1 Woche (5. Juni – 11. Juni, insgesamt 7 Wochen) - Morandi – Falling Asleep - 1 Woche (12. Juni – 18. Juni, insgesamt 5 Wochen) - Shakira feat. Wyclef Jean – Hips Don’t Lie - 6 Wochen (19. Juni – 30. Juli, insgesamt 7 Wochen) - Bob Sinclar mit Steve Edwards – World, Hold On - 2 Wochen (31. Juli – 13. August, insgesamt 6 Wochen) - Simplu – Oficial imi merge bine - 1 Woche (14. August – 20. August) - Bob Sinclar mit Steve Edwards – World, Hold On - 1 Woche (21. August – 27. August, insgesamt 6 Wochen) - DJ Project – Încă o noapte - 2 Wochen (28. August – 10. September, insgesamt 3 Wochen) - Bob Sinclar mit Steve Edwards – World, Hold On - 3 Wochen (11. September – 1. Oktober, insgesamt 6 Wochen) - DJ Project – Ești tot ce am - 1 Woche (2. Oktober – 8. Oktober, insgesamt 3 Wochen) - Morandi – A la lujeba - 1 Woche (9. Oktober – 15. Oktober) - Cleopatra Stratan – Ghiță - 5 Wochen (16. Oktober – 19. November) - Reamonn – Tonight - 8 Wochen (20. November 2006 – 21. Januar 2007) |

Siehe auch: Nummer-eins-Hits 2006 in  Australien, Belgien, Dänemark, Deutschland, Finnland, Frankreich, Griechenland, Irland, Italien, Japan, Kanada, Kroatien, Mexiko, Neuseeland, den Niederlanden, Norwegen, Österreich, Polen, Portugal, Rumänien, Schweden, der Schweiz, Slowakei, Spanien, Südkorea, Tschechien, Ungarn, den Vereinigten Staaten und im Vereinigten Königreich.